# Герман, Лотар
Лотар Герман (нем. Lothar Hermann; 1901, Квирнбах — июль 1974 в Аргентине) — немецкий еврей, бывший узник Дахау, в значительной мере поспособствовавший опознанию и захвату Адольфа Эйхмана в Буэнос-Айресе.

## Ранняя биография
Лотар Герман родился в семье еврейского предпринимателя, был третьим сыном из двенадцати детей. В 1916 году проходил обучение в известном еврейском торговом доме «Текстиль» в Виттлихе, но вскоре возвратился в Квирнбах. Вероятно, во время учёбы вступил в Коммунистическую партию Германии. Впоследствии стал адвокатом.
Хотя он и не был сионистом, но вместе со своим братом Людвигом регулярно переправлял иностранную валюту из Германии во Францию для поддержки евреев в Палестине. В 1935 году Лотар по возвращении из Франции имел при себе купон об обмене 90 рейхсмарок; в результате проведённого гестапо расследования по подозрению в шпионаже подвергся полугодовому интернированию в концлагере Дахау. По окончании заключения сначала эмигрировал в Нидерланды, где женился на Марте Вальдман. Два года спустя они уехали в Уругвай, а затем поселились в Аргентине (в Южной Америке уже проживал брат Лотара Гуго). Заблаговременная эмиграция позволила избежать судьбы многочисленных родственников, убитых при национал-социализме: его брат Людвиг, в прошлом содержавший кошерную мясную лавку, умер в Освенциме, а сын Людвига — в Бухенвальде.

## Роль в поимке Эйхмана
После Второй мировой войны Лотар Герман остался жить в Аргентине, первоначально поселившись в городе Оливос, где жило немало немецких мигрантов.
Его двенадцатилетняя дочь Сильвия посещала молодёжный клуб, в котором познакомилась c шестнадцатилетним Клаусом. В полудокументальном телефильме Eichmanns Ende — Liebe, Verrat, Tod их отношения были представлены как роман. Однако Лилиан Герман — внучатая племянница Сильвии, ссылаясь на слова самой Сильвии, считает версию о их романе с Клаусом выдуманной.
К тому времени ослепший отец Сильвии стал подозревать, что отец Клауса, носивший имя Риккардо Клемента, в действительности был Адольфом Эйхманом. Этими подозрениями он поделился с еврейской общиной Буэнос-Айреса и Григорио Шурманом, руководителем политического управления еврейской организации DAIA (исп. Delegacion de Asociaciones Israelitas Argentinas), однако реакции не последовало. Герман передал информацию франкфуртскому прокурору Фрицу Бауэру и израильскому журналисту Тувье Фридману. Фриц Бауэр, опасаясь предвзятости коллег из системы юстиции послевоенной Германии, обратился с полученной информацией в Моссад. Агенты Моссада в 1960 году организовали похищение Эйхмана и переправку его в Израиль, где над ним состоялся процесс, завершившийся приговором к повешению. Конкретные обстоятельства операции остаются спорными.

## Последующая судьба
3 февраля 1961 года Лотар Герман в письме министру юстиции Израиля потребовал выплаты ему публично обещанного Тувьей Фридманом в сентябре 1959 года вознаграждения за помощь в поимке Эйхмана. В противном случае Герман угрожал Израилю:
... предать огласке все детали операции в подробностях, а всех связанных с ней, чьи имена и места жительства мне известны, выдать уполномоченным органам юстиции и власти в связи с незаконным лишением свободы, похищением человека, подкупом и обманом госорганов, а также к моему собственному сожалению и помимо моей воли представить все документы в фотокопии адвокату Др. Роберту Серватиусу в Кёльне.
В том же 1961 году Лотар Герман был задержан аргентинской полицией в Коронель-Суарес в три часа утра под предлогом, что он является разыскивавшимся нацистским доктором Йозефем Менгеле, и подвергся пыткам в аргентинской тюрьме. Ложное сообщение поступило в полицию от двух репортёров Daily Express и практически в то же время от двух агентов западногерманских спецслужб. По прошествии 14 дней была проведена процедура сравнения отпечатков пальцев, и Герман был отпущен. Факт и обстоятельства ареста стали впервые известны через его внучатую племянницу Лилиану Герман. Как сообщается в репортаже SWR, по обнаруженной Лилианой в архивных актах аргентинской полиции информации при аресте присутствовало пять израильтян.
Из страха перед местью местных нацистов Сильвия, дочь Германа, уехала в США: он так и не встретился с ней до своей смерти в июле 1974 года. Впоследствии Сильвия приезжала в Аргентину лишь однажды — на похороны матери. Сильвия всегда отказывалась давать интервью о своём отце и поимке Эйхмана.
Сам Лотар Герман на протяжении восьми лет получал угрозы расправы, по его собственному предположению, от сына Эйхмана — Клауса. Финансовые выплаты от израильского правительства Герман получил только при Голде Меир в 1971 году.